# Brahim Konaté
Brahim Konaté (* 20. März 1996 in Montfermeil) ist ein französischer Fußballspieler.

## Karriere

### Verein
In der Jugend wechselte Konaté 2011 von Livry Gargan F.C. zur AJ Auxerre. 2014 gewann er mit Auxerre den Coupe Gambardella.
Am 26. Mai 2025 verlängerte Konaté seinen auslaufenden Vertrag mit Şamaxı nicht und verließ den Verein.

### Nationalmannschaft
Konaté gab am 24. März 2016 gegen Tschechien sein Debüt für die französische U-20-Nationalmannschaft. Im Mai 2016 erreichte er mit dieser Auswahl beim Turnier von Toulon das Endspiel.